# بلعم باعورا

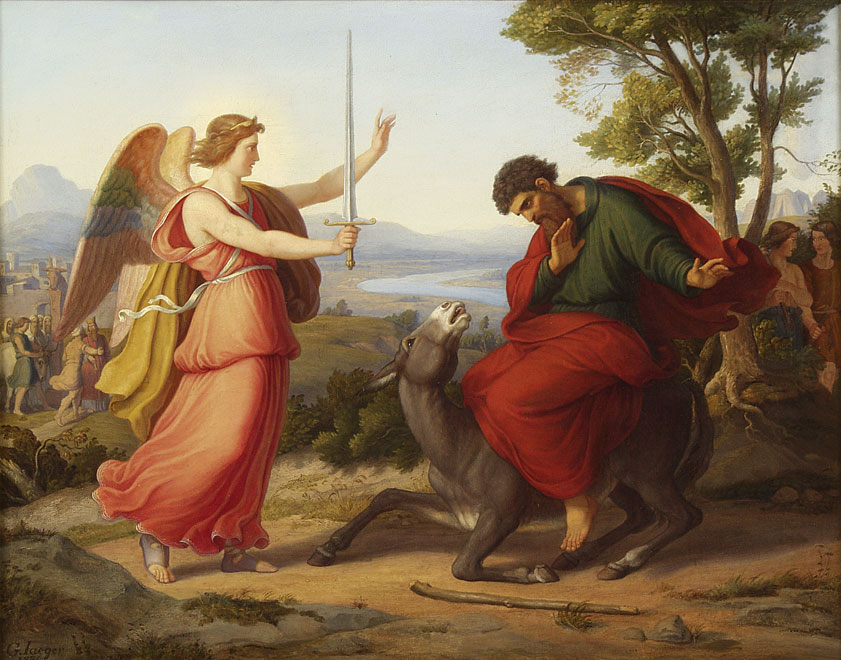
نقاشی بلعم و فرشته اثر گوستاو یاگر (نقاش) ۱۸۳۶

بَلعَم باعور یا بَلعَم‌بن باعور (به عبری: בלעם בן בעור) شخصیتی در داستان‌ها و روایت‌های یهودی و اسلامی است. او را داننده اسم اعظم دانسته‌اند که از این دانش خود سوء استفاده کرد. برخی او را با بلعام بن بعور که داستان آن در فصل ۲۲ سفر اعداد آمده‌است یکی دانسته‌اند.

## ماجرای بَلْعم باعورا
بلعم باعور در زمان موسی نبی می‌زیست و خداوند او را به مقام مستجاب‌الدعوه رساند تا بتواند با بنی اسرائیل به فلسطین غلبه کند اما در اثر نافرمانی دچار عذاب الهی شدند.

## شرح داستان

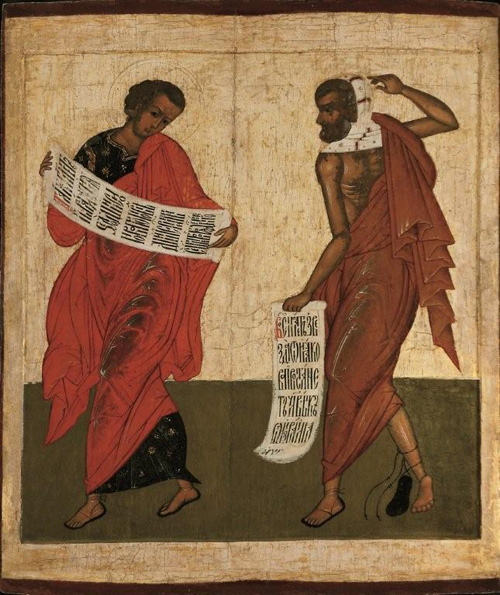
بَلعَم باعور یا بَلعَم‌بن باعور

بلعم باعورا از علمای بنی‌اسرائیل بود، و کارش به قدری بالا گرفت که اسم اعظم می‌دانست و دعایش به استجابت می‌رسید.
روایت شده: موسی با جمعیتی از بنی‌اسرائیل به فرماندهی یوشع بن نون و کالب بن یوفنا از بیابان تیه بیرون آمده و به سوی شهر (بیت‌المقدس و شام) حرکت کردند، تا آن را فتح کنند و از زیر یوغ حاکمان ستمگر عمالیق خارج سازند.
وقتی که به نزدیک شهر رسیدند، حاکمان ظالم نزد بلعم باعورا (عالم معروف بنی‌اسرائیل) رفته و گفتند از موقعیت خود استفاده کن و چون اسم اعظم الهی را می‌دانی، در مورد موسی و بنی‌اسرائیل نفرین کن. بَلْعَم باعورا گفت: «من چگونه در مورد مؤمنانی که پیامبر خدا و فرشتگان، همراهشان هستند، نفرین کنم؟ چنین کاری نخواهم کرد.»
آن‌ها بار دیگر نزد بَلْعم باعورا آمدند و تقاضا کردند نفرین کند، او نپذیرفت، سرانجام همسر بلعم باعورا را واسطه قرار دادند، همسر او با نیرنگ و ترفند آنقدر شوهرش را وسوسه کرد، که سرانجام بَلْعم حاضر شد بالای کوهی که مشرف بر بنی‌اسرائیل است برود و آن‌ها را نفرین کند.
بَلْعم سوار بر الاغ خود شد تا بالای کوه رود. الاغ پس از اندکی حرکت سینه‌اش را بر زمین می‌نهاد و برنمی‌خاست و حرکت نمی‌کرد، بَلْعم پیاده می‌شد و آنقدر به الاغ می‌زد تا اندکی حرکت می‌نمود. بار سوم همان الاغ به اذن الهی به سخن آمد و به بَلْعم گفت: «وای بر تو ای بَلْعم کجا می‌روی؟ آیا نمی‌دانی فرشتگان از حرکت من جلوگیری می‌کنند.» بَلْعم در عین حال از تصمیم خود منصرف نشد، الاغ را رها کرد و پیاده به بالای کوه رفت، و در آنجا همین که خواست اسم اعظم را به زبان بیاورد و بنی‌اسرائیل را نفرین کند اسم اعظم را فراموش کرد و زبانش وارونه می‌شد به‌طوری‌که قوم دشمن را نفرین می‌کرد و برای بنی‌اسرائیل دعا می‌نمود.
به او گفتند: چرا چنین می‌کنی؟ گفت: «خداوند بر اراده من غالب شده‌است و زبانم را زیر و رو می‌کند.»
در این هنگام بَلْعم باعورا به حاکمان ظالم گفت: اکنون دنیا و آخرت من از من گرفته شد، و جز حیله و نیرنگ باقی نمانده‌است. آنگاه چنین دستور داد: «زنان را آراسته و آرایش کنید و کالاهای مختلف به دست آن‌ها بدهید تا به میان بنی‌اسرائیل برای خرید و فروش ببرند، و به زنان سفارش کنید که اگر افراد لشکر موسی خواستند از آن‌ها کامجویی کنند و عمل منافی عفّت انجام دهند، خود را در اختیار آن‌ها بگذارند، اگر یک نفر از لشکر موسی زنا کند، ما بر آن‌ها پیروز خواهیم شد.»
آن‌ها دستور بلعم باعورا را اجرا نمودند، زنان آرایش کرده به عنوان خرید و فروش وارد لشکر بنی‌اسرائیل شدند، کار به جایی رسید که «زمری بن شلوم» رئیس قبیله شمعون دست یکی از آن زنان را گرفت و نزد موسی آورد و گفت: «گمان می‌کنم که می‌گویی این زن بر من حرام است، سوگند به خدا از دستور تو اطاعت نمی‌کنم.»
آنگاه آن زن را به خیمه خود برد و با او زنا کرد، و این چنین بود که بیماری واگیر طاعون به سراغ بنی‌اسرائیل آمد و همه آن‌ها در خطر مرگ قرار گرفتند.
در این هنگام «فنحاص بن عیزار» نوه برادر موسی که رادمردی قوی‌پنجه از امرای لشکر موسی بود از سفر سررسید، به میان قوم آمد و از ماجرای طاعون و علّت آن باخبر شد، به سراغ زمری بن شلوم رفت. هنگامی که او را با زن ناپاک دید، به آن‌ها حمله نموده هر دو را کشت، در این هنگام بیماری طاعون برطرف گردید.
در عین حال همین بیماری طاعون بیست هزار نفر از لشکر موسی را کشت. موسی بقیه لشکر را به فرماندهی یوشع بازسازی کرد و به جبهه فرستاد و سرانجام شهرها را یکی پس از دیگری فتح کردند.
کتیبه دیرعلا و بلعم باعور
کتیبه دیرعلا یکی از مهم‌ترین کشفیات باستان‌شناسی در زمینه مطالعات تاریخی و دینی خاورمیانه است. این کتیبه که به حدود ۸۴۰–۷۶۰ پیش از میلاد بازمی‌گردد، در منطقه دیرعلا (واقع در اردن امروزی) کشف شده و حاوی متنی با ماهیت پیشگویی و هشدارهای مذهبی است. اهمیت این کتیبه در ارتباط آن با شخصیت بلعام، پسر بعور است، که در کتاب مقدس عبری نیز به عنوان پیامبری غیر اسرائیلی معرفی شده است.
کشف و موقعیت جغرافیایی
کتیبه دیرعلا در سال ۱۹۶۷ میلادی توسط یک تیم باستان‌شناسی هلندی در محلی به همین نام در شرق اردن کشف شد. این مکان در نزدیکی رودخانه زرقا، که شاخه‌ای از رود اردن است، قرار دارد. شواهد باستان‌شناسی نشان می‌دهند که این منطقه در دوران باستان یکی از مراکز تمدنی مهم بوده و احتمالاً معبدی در آن وجود داشته است.
مشخصات کتیبه
کتیبه دیرعلا روی دیوار گچی یک ساختمان تخریب‌شده نوشته شده و به زبان آموری یا موآبی نگاشته شده است. متن این کتیبه از مجموعه‌ای از پیشگویی‌ها تشکیل شده که به بلعام، پسر بعور نسبت داده شده‌اند. برخی از ویژگی‌های آن عبارت‌اند از:
نوشته‌ها به زبان شمال غربی سامی، که نزدیکی‌هایی با عبری و آرامی دارد، ثبت شده‌اند.
متن شامل چندین قطعه است که در اثر زلزله یا تخریب آسیب دیده‌اند.
بلعام در این متن به عنوان یک غیب‌گو و بینا معرفی شده که پیام‌هایی از خدایان دریافت می‌کند.

محتوای کتیبه
در متن این کتیبه، بلعام هشدارهایی درباره یک فاجعه قریب‌الوقوع ارائه می‌دهد. او در رؤیاهای خود می‌بیند که خدایان جمع می‌شوند و بر سر سرنوشت زمین و مردم بحث می‌کنند. این روایت، با تصویر او در کتاب مقدس تفاوت دارد؛ زیرا در متون دینی یهودی و مسیحی، بلعام به عنوان شخصیتی شناخته می‌شود که ابتدا قصد نفرین کردن بنی‌اسرائیل را داشت اما در نهایت، بر خلاف خواست خود، آنان را برکت داد.
برخی از نکات کلیدی کتیبه دیرعلا عبارت‌اند از:
1. بلعام به عنوان یک پیشگو و فرد مقدس معرفی شده است، نه شخصی منفور یا خائن.

2. در این متن، چندین خدا حضور دارند که نشان می‌دهد این کتیبه متعلق به سنتی چندخدایی بوده است.

3. بر خلاف روایت کتاب مقدس، بلعام در اینجا به یهوه (خدای اسرائیل) ارتباطی ندارد و بیشتر با باورهای مردم منطقه مرتبط است.
اهمیت تاریخی و دینی
کتیبه دیرعلا از چند جهت دارای اهمیت است:
این اولین ذکر تاریخی از بلعام خارج از کتاب مقدس است که نشان می‌دهد او شخصیتی واقعی بوده و در فرهنگ‌های مختلف خاورمیانه شناخته شده بوده است.
نشان می‌دهد که سنت‌های مذهبی و پیشگویی در میان اقوام مختلف (نه فقط بنی‌اسرائیل) وجود داشته‌اند.
ارتباط این متن با زبان‌های سامی شمال غربی اطلاعات ارزشمندی درباره تاریخ زبان‌های باستانی منطقه ارائه می‌دهد.
کتیبه دیرعلا سندی مهم از دوران باستان است که به درک ما از شخصیت بلعام و باورهای دینی مردم خاورمیانه در قرن نهم و هشتم پیش از میلاد کمک می‌کند. این کتیبه نشان می‌دهد که بلعام نه تنها در سنت‌های یهودی و مسیحی، بلکه در فرهنگ‌های همسایه نیز مورد احترام بوده است. تفاوت روایت این کتیبه با متون دینی یهودی نشان می‌دهد که شخصیت‌های تاریخی ممکن است در سنت‌های مختلف، تعابیر متفاوتی داشته باشند.

## در قرآن
نام بلعم باعورا صریحاً در قرآن نیامده است لکن بسیاری از مفسران مضمون آیات ١٧۵ و ١٧۶ سوره اعراف را دربارهٔ او دانسته‌اند:
وَ اتْلُ عَلَیْهِمْ نَبَأَ الَّذی آتَیْناهُ آیاتِنا فَانْسَلَخَ مِنْها فَأَتْبَعَهُ الشَّیْطانُ فَکانَ مِنَ الْغاوین
و بر آن‌ها بخوان سرگذشت آن کس را که آیات خود را به او دادیم ولی خود را از آن تهی ساخت و شیطان در پی او افتاد و از گمراهان شد.
وَ لَوْ شِئْنا لَرَفَعْناهُ بِها وَ لکِنَّهُ أَخْلَدَ إِلَی الْأَرْضِ وَ اتَّبَعَ هَواهُ فَمَثَلُهُ کَمَثَلِ الْکَلْبِ إِنْ تَحْمِلْ عَلَیْهِ یَلْهَثْ أَوْ تَتْرُکْهُ یَلْهَثْ ذلِکَ مَثَلُ الْقَوْمِ الَّذینَ کَذَّبُوا بِآیاتِنا فَاقْصُصِ الْقَصَصَ لَعَلَّهُمْ یَتَفَکَّرُون
و اگر می‌خواستیم او را با این آیات بالا می‌بردیم ولی او به زمین دل بست و از هوای نفس پیروی کرد، مَثَل او همچون مثل سگ است که اگر به او حمله کنی زبانش را بیرون دهانش قرار می‌دهد و اگر او را ترک کنی زبانش را بیرون دهانش قرار می‌دهد این مَثَل قومی است که آیات ما را تکذیب کردند، پس داستان‌ها را بازگو کن شاید بیندیشند.